# Race the Sun
Race the Sun è un videogioco a piattaforme sviluppato e pubblicato da Flippfly il 19 agosto 2013 per le piattaforme Microsoft Windows, Mac OS X e Linux. In Race the Sun, il giocatore controlla un'astronave a energia solare, schivando vari oggetti sulla strada, come raggi laser, altre navi e ostacoli stazionari, mentre il Sole inizia lentamente a scendere all'orizzonte. Il gioco termina quando il giocatore colpisce un oggetto e la nave viene distrutta o quando il Sole tramonta.
Il gioco è stato pubblicato anche su varie console di gioco, su PlayStation 3, PlayStation 4 e PlayStation Vita il 21 ottobre 2014, poi su iOS il 30 luglio 2015 e su Wii U l'8 ottobre dello stesso anno. Una versione Xbox One uscì il 21 aprile 2017.

## Modalità di gioco
In Race the Sun, il giocatore controlla un veicolo spaziale a energia solare mentre corre attraverso un paesaggio minimalista con forme astratte e vari ostacoli. I livelli sono generati pseudo-proceduralmente e separati in regioni distinte, ogni regione ha diversi gruppi di sfide. La velocità della nave rimane costante fintanto che la nave rimane sotto la luce diretta del sole, ma se la nave cade nell'ombra o taglia oggetti, la velocità della nave diminuirà. La collisione diretta con un oggetto causerà la distruzione della nave e la fine della corsa. Inoltre, se la nave del giocatore rimane in ombra troppo a lungo, ad esempio quando il sole tramonta, la nave si fermerà e la corsa sarà terminata. Il giocatore guadagna continuamente punti finché la nave è in movimento. In ogni regione ci sono vari oggetti da collezione. Le più comuni sono le piramidi blu che, se vengono collezionate cinque senza collisioni, aumentano di un punto il moltiplicatore del punteggio del giocatore. Altri danno alla nave del giocatore una spinta a velocità corta, un salto singolo per eliminare gli ostacoli e uno scudo monouso per impedire la distruzione della nave in caso di collisione diretta.
C'è anche una più ampia funzione di meta-gioco che richiede al giocatore di completare varie missioni, tre presentate in qualsiasi momento, per guadagnare punti esperienza per costruire un punti esperienza. Le missioni includono metriche di punteggio, evitando collisioni durante più regioni, o collisione un numero di volte; alcuni dei quali possono essere completati su più tentativi di gara. Guadagnare un livello garantisce una ricompensa che aiuta nelle gare future, come iniziare con un moltiplicatore di punteggio più alto, ottenere un potenziamento per la nave per contribuire a raccogliere potenziamenti o memorizzare più boost di salto, e simili.
Ci sono tre livelli inclusi come parte del gioco principale: un livello standard, un livello di "apocalisse" in cui il giocatore si muove più velocemente attraverso ostacoli più difficili e un percorso a ostacoli in stile labirinto giocato da una prospettiva dall'alto verso il basso. Queste regioni e questi livelli cambiano su base giornaliera per tutti i giocatori, mentre i tabelloni segnapunti online consentono agli utenti di confrontare le proprie prestazioni con gli altri. Il gioco include anche l'integrazione di Steam Workshop, attraverso la quale i giocatori possono giocare a livelli creati da altri giocatori.

## Sviluppo
Race the Sun è apparso per la prima volta come un progetto di crowdfunding di Kickstarter. Flippfly ha cercato di raccogliere 20000 $ per completare la produzione del gioco entro il 7 marzo 2013, sono stati impegnati più di 21000 $. Sebbene prima della pubblicazione Flipfly avesse principalmente lavorato a giochi per dispositivi mobili, gli sviluppatori hanno notato che il mercato della telefonia mobile che era quasi costituito esclusivamente da free to play per giocare e invece ha preferito optare per una versione PC.
Race the Sun è stato distribuito al pubblico nell'agosto 2013, con Flippfly che ha venduto il titolo attraverso il loro sito web, mentre era in attesa dell'approvazione della piattaforma online Steam Greenlight. Nonostante il passaparola, le vendite iniziali del gioco sono state scarse, portando Flippfly a collaborare con altri sviluppatori di giochi indie e Humble Bundle per lanciare una vendita "Not On Steam" all'inizio dell'ottobre 2013 per evidenziare la mancanza di visibilità dei titoli che non erano ancora su Steam.  Questa vendita ha contribuito a incrementare le vendite di Race the Sun e di altri giochi, e per quelli attualmente disponibili attraverso Steam Greenlight, il che ha comportato anche a dei punteggi più alti per le recensioni di questi titoli. Nel caso di Race the Sun, il gioco è stato lanciato con successo su Steam lo stesso giorno in cui è stata lanciata la vendita "Not for Steam" e successivamente è stata disponibile sullo stesso servizio da dicembre 2013.